# Бока, Артур
Арту́р Бока́ (фр. Arthur Boka; 2 апреля 1983, Абиджан, Кот-д’Ивуар) — ивуарийский футболист, защитник.

## Карьера

### Клубная

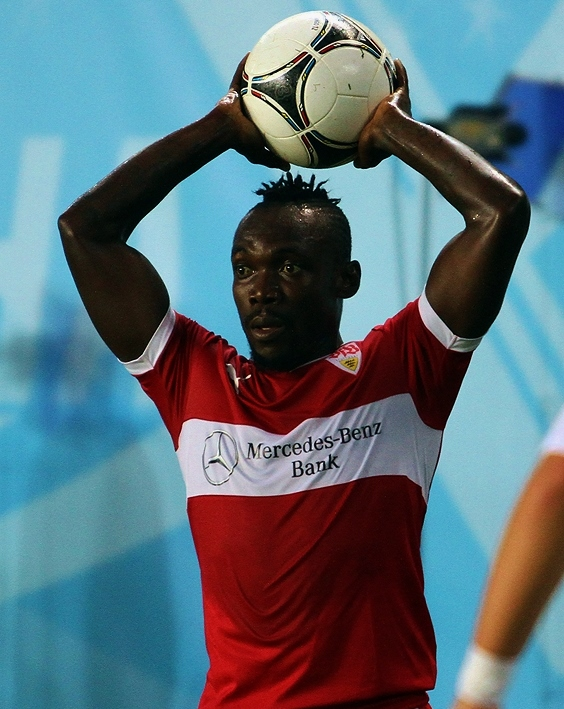
Бока в составе «Штутгарта»

Бока начинал карьеру в самом успешном клубе Кот-д’Ивуара — «АСЕК Мимозас», который выпустил таких знаменитых игроков как Яя Туре, Коло Туре, Эбуэ и Диндан. В 2002 году перешёл в «Беверен», откуда после двух успешных сезонов перешёл во французский «Страсбур».
В 2006 году «Страсбур» вылетел из первой лиги Франции, и Артур подписал контракт с немецким «Штутгартом». 14 января 2009 года Бока продлил контракт до лета 2012 года. В мае 2012 года контракт был продлён на год, а в марте 2013 года — ещё на год.
Летом 2014 года Бока подписал двухлетний контракт с «Малагой». В июле 2016 года он присоединился к швейцарскому «Сьону», но покинул клуб в феврале 2017 года после всего трёх матчей в Суперлиге.

### В сборной
21 марта 2004 года Бока дебютировал за сборную Кот-д’Ивуара в матче против сборной Туниса. В 2006 году в составе сборной выиграл серебряные медали Кубка африканских наций. В том же году был включён в заявку сборной на чемпионат мира в Германии, где принял участие во всех трёх играх. На чемпионате мира 2010 года Бока вышел на поле только в одном матче — против сборной КНДР (3:0). В 2012 году сборная Кот-д’Ивуара с Артуром Бока снова взяла серебряные медали Кубка африканских наций. На чемпионате мира 2014 года Бока сыграл во всех трёх матчах.

## Достижения
«Штутгарт»
- Чемпион Германии: 2006/07

Кот-д’Ивуар
- Серебряный призёр Кубка африканских наций: 2006, 2012